# HERO (ZI:KILLの曲)
「HERO」（ヒーロー）は、1991年9月にリリースされた通算2枚目、および、1995年8月にリリースされた通算5枚目のZI:KILLのシングルである。発売元は東芝EMI。

## 解説
1991年 8cmCDシングル
ZI:KILLのメジャー第2弾シングル。1991年9月リリース。初動売り上げは1万枚を超え、最終的には2.3万枚まで売上を伸ばした。スタジオアルバムには未収録で、エクスタシーレコードからリリースされたヒストリーアルバム『TOMORROW...』にカップリングと共に初収録された。ドラムは現・D'ERLANGERのTETSUが担当。カップリング曲「YOUR FACE」に同時期に活動したヴィジュアル系バンドかまいたちのSCEANAがコーラス参加している。
1995年 Maxiシングル
1995年8月、新たにミックスされたヴァージョンが、5枚目のシングルとしてリリースされた。初動・累計共に1万枚を下回り、自身のシングル売り上げ最低記録。シングルのみの音源。

## 収録曲
全作詞：TUSK、編曲：ZI:KILL

### 1991年版
1. HERO [5:19]
  - 作曲:ZI:KILL
2. YOUR FACE [2:50]
  - 作曲:ZI:KILL

### 1995年版
1. HERO (Brand New Mix) [5:21]
  - 作曲:KEN
2. HERO (Remix Version) [5:03]
  - 作曲:KEN
3. LONELY (Live Version) [5:53]
  - 作曲:SEIICHI・KEN・TUSK

## 収録作品
- TOMORROW...（#1,2）
- DISGRACE-THE BEST（#1,2）
- BEST BOX（#2）
- EARLY BEST-FINAL I（#1）

## 品番
- 1991年版：TODP-2308
- 1995年版：TODP-4020